# Friedrich Joussen

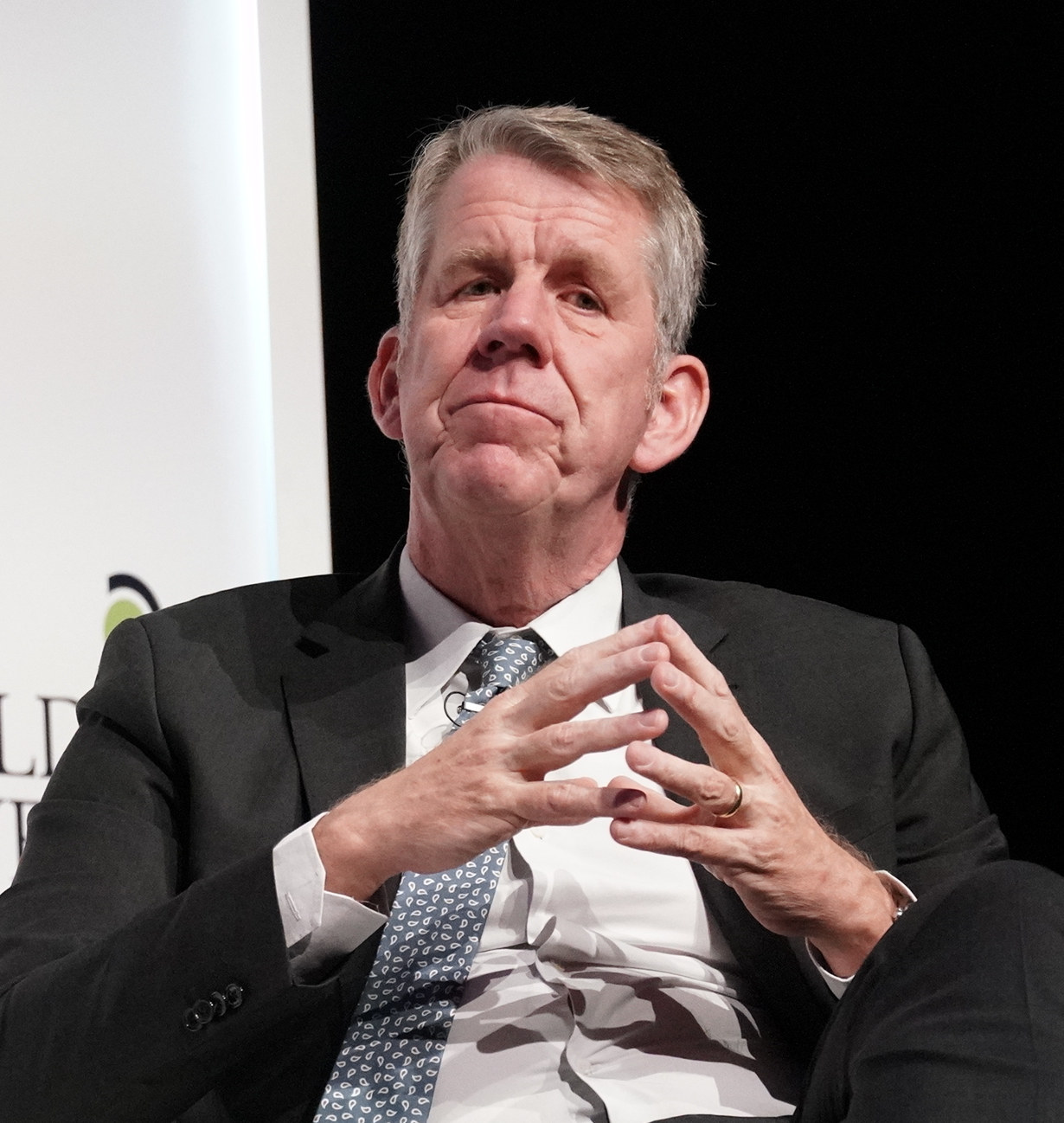
Friedrich Joussen (2019)

Friedrich „Fritz“ Peter Joussen (* 19. April 1963 in Duisburg) ist ein deutscher Industrie-Manager. Er ist aktuell Executive Chairman von 1&1 Versatel (Düsseldorf) und Mitglied des Aufsichtsrates der 1&1 AG. Seit April 2024 ist Fritz Joussen außerdem Vorsitzender des Aufsichtsrates sowie der Gesellschafterversammlung der Rheinische Post Mediengruppe.
Von 2013 bis 2022 war er Vorstandsvorsitzender des internationalen TUI-Konzerns, von 2017 bis 2021 zusätzlich Aufsichtsratsvorsitzender der börsennotierten Sixt SE. Zuvor war er Vorsitzender der Geschäftsführung der Vodafone D2 GmbH sowie bis zur vollständigen Integration Vorsitzender des Vorstandes der Vodafone AG & Co. KG (vormals Arcor AG & Co. KG).

## Werdegang

### Ausbildung
Joussen wurde als Sohn von Peter Joussen (1933–2014), eines Justiziars der Thyssen AG (später Thyssen Industrie), und dessen Ehefrau Elma, geb. Flüge, in Duisburg geboren und hat drei Geschwister, darunter der Rechtswissenschaftler Jacob Joussen. Er machte sein Abitur 1982 am Duisburger Landfermann-Gymnasium und studierte Elektrotechnik an der RWTH Aachen mit dem Abschluss als Diplom-Ingenieur Elektrotechnik. Seine ersten beruflichen Erfahrungen sammelte er bei dem Technologiekonzern Tektronix in Portland/Oregon.

### Tätigkeit bei Mannesmann / Vodafone
Joussen begann 1988 als einer der ersten 100 Mitarbeiter der Mannesmann Mobilfunk GmbH und wurde 1990 Assistent der Geschäftsführung der neuen Mobilfunksparte D2. Von 1997 bis 2000 war er Marketing-Geschäftsführer der Mannesmann Mobilfunk GmbH. 2001, nach der Übernahme von Mannesmann durch den Vodafone-Konzern, wurde er Leiter des „Global Product Managements“ in der Vodafone-Zentrale im englischen Newbury. 2003 kam Friedrich Joussen nach Deutschland zurück und übernahm die Funktion des Chief Operating Officer von Vodafone Deutschland.
Er war wesentlich daran beteiligt, der SMS zur Marktreife zu verhelfen. Bei Vodafone war er zuletzt von 2005 bis 2012 Vorsitzender der Geschäftsführung (CEO) von Vodafone Deutschland, der nach Umsatz und Ergebnis größten Konzerngesellschaft weltweit. Joussen gehörte zudem dem Board von Vodafone Ventures an, der internationalen Beteiligungs- und Investmentgesellschaft der Vodafone Group.
Im März 2012 kündigte Joussen an, dass er, nach mehr als 20 Jahren bei Mannesmann und Vodafone, den Posten als Vodafone-Deutschland-Chef aufgebe und ab dem vierten Quartal 2012 neue Aufgaben übernehmen werde.

### Tätigkeit bei TUI
Am 30. Juli 2012 gab die TUI AG bekannt, dass Joussen am 15. Oktober 2012 in den Vorstand der TUI AG eintreten und mit Ablauf der Hauptversammlung am 13. Februar 2013 das Amt des Vorsitzenden des Vorstands von Michael Frenzel übernehmen werde.
In seine fast zehnjährige Amtszeit als Vorstandsvorsitzender fielen die Sanierung, Restrukturierung und Neu-Ausrichtung des TUI-Konzerns. Ein wesentlicher Schritt für den Konzern war Ende 2014 die Übernahme der ehemaligen TUI Travel PLC mit Sitz in Großbritannien. Joussen wurde nach dem Zusammenschluss der TUI AG mit TUI Travel PLC im Dezember 2014 zum Co-Vorstandsvorsitzenden der TUI Group berufen. Seit dem 9. Februar 2016 führt er die Geschäfte der TUI Group als alleiniger Vorstandsvorsitzender.
Es entstand ein integrierter Touristik-Konzern mit Reiseveranstaltern, fünf Fluggesellschaften, drei Kreuzfahrt-Reedereien, rund 400 Hotels der eigenen Hotel-Marken sowie neuen digitalen Geschäftsfeldern. TUI ist heute in rund 100 Ländern der Welt aktiv. Er setzte bei der Übernahme für den Sitz des Konzerns den Standort in Deutschland durch (Hannover und Berlin). Das Aktienlisting fand daraufhin an der Londoner Stock Exchange (LSE) statt. Vor der Neu-Positionierung des Konzern als TUI Group war sie zuletzt in Deutschland im MDAX notiert.
Joussen führte den Konzern auch erfolgreich durch die zweijährige Corona-Krise. Im Geschäftsjahr 2019 vor der Pandemie erwirtschaftete TUI noch einen Gewinn von rund 893 Millionen Euro. Nach weltweiten Flug- und Reisesperren in der Corona-Zeit musste TUI mit Krediten des Staates und des WSF (Wirtschaftsstabilisierungsfonds) gerettet werden.
Nach dem Ende der existenziellen Krise erklärte Joussen im Sommer 2022 sein Amt nach rund zehn Jahren an der Konzern-Spitze abgeben zu wollen, drei Jahre vor dem regulären Ende seiner Bestellung als Vorstandsvorsitzender (2025). Er stellte ein „signifikant positives Ergebnis“ für sein letztes Geschäftsjahr in Aussicht. Diese Prognose wurde mit dem Jahresabschluss bestätigt. Mit dem Ende des Geschäftsjahres (30. September 2022) übergab er den Vorstandsvorsitz an den bisherigen Finanzvorstand Sebastian Ebel.

#### Transformation
Unter Joussens Führung hat die Transformation vom klassischen Handelsunternehmen zum Entwickler, Betreiber und Investor stattgefunden. So ist ein weltweit führender Touristik-Konzern mit Hotel- und Kreuzfahrtgesellschaften sowie dem neuen Wachstumsfeld Erlebnisse und Aktivitäten entstanden. Der TUI Aufsichtsratsvorsitzende und frühere Daimler CEO Dieter Zetsche sagte anlässlich Joussens Verabschiedung: „Aus einer Management-Holding entstand ein voll integrierter Weltmarktführer. Das bleibt Dein Verdienst.“

#### Kreuzfahrt-Reedereien
Insgesamt besteht die Kreuzfahrtflotte von TUI (zusammengesetzt aus den Marken TUI Cruises, Hapag-Lloyd Cruises, Marella Cruises) aus 16 Schiffen. TUI Cruises ist ein Joint Venture mit Royal Caribbean, die ihre Handlungszentrale in Miami/Florida hat. Joussen war zusammen mit dem jeweiligen CEO von Royal Caribbean Co-Chairman von TUI Cruises. Zu Beginn von Joussens Amtszeit hatte TUI Cruises eine Flotte von zwei gebrauchten Schiffen, heute ist die Flotte eine der jüngsten und modernsten der Welt.

#### TUI Hotelgesellschaften
Während seiner Amtszeit als Vorstandsvorsitzender wurde das Hotel- und Clubsegment deutlich ausgebaut und zu einer Wachstumssäule des TUI-Konzerns entwickelt. Die Zahl der Hotels wurde nahezu verdoppelt, auf heute über 400. Zu den wichtigsten Gesellschaften und Beteiligungen im TUI-Konzern zählen Robinson, RIU Hotels & Resorts (Spanien), Atlantica (Griechenland/Zypern), Grupotel Spanien. Die Hotelmarke TUI Blue wurde seit 2015 neu entwickelt.

#### Marke
Nach der Neuausrichtung der TUI Group wurde ab 2015 ein weltweiter Marken-Relaunch eingeleitet, um TUI als globale Marke zu positionieren und die Markenpräsenz zu stärken. Lokale Veranstalter und Fluggesellschaften wie Thomson (Großbritannien), Arke (Niederlande), Jetair (Belgien) oder Fritidsresor (Schweden) operieren seitdem einheitlich als TUI.

#### Digitalisierung
Joussen hat die Digitalisierung der TUI stark vorangetrieben. Dazu gehören neue digitale Geschäftsfelder und Internet-Plattformen. So entstand zum Beispiel TUI Musement als eine der weltweit führenden digitalen Plattformen für Erlebnisse und Aktivitäten. Im September 2018 wurde das Mailänder Technologie Start-up Musement von TUI übernommen und dann als eigenes Geschäftsfeld im Konzern ausgebaut.

## Patente
Friedrich Joussen hält mehrere Patente, unter anderem für die Twin-Card, die er entwickelt und erfolgreich in den Markt eingeführt hat. Darüber hinaus war er maßgeblich daran beteiligt, die SMS in Deutschland zu einem marktfähigen, kommerziellen Produkt zu entwickeln.

## Mitgliedschaften und Auszeichnungen
Joussen ist Gründungsmitglied und Alumnus der Bonding-Studenteninitiative. 2014 erhielt er den Verdienstorden des Landes Nordrhein-Westfalen, verliehen von der damaligen Ministerpräsidentin des Landes Nordrhein-Westfalen Hannelore Kraft.

## Politisches Engagement
Im Dezember 2009 wurde Joussen als Testimonial für die Initiative Neue Soziale Marktwirtschaft aktiv. Er engagierte sich im Rahmen einer PR-Kampagne für die Aussage „Soziale Marktwirtschaft macht's besser… weil sie Wachstum, Wohlstand und Gerechtigkeit verbindet.“

## Privates
Joussen ist verheiratet, das Paar hat vier erwachsene Kinder und lebt im Raum Düsseldorf.